# Zwickauprofeter
Zwickauprofeter var lekmän som efter Thomas Müntzers flykt från sachsiska staden Zwickau där uppträdde i svärmisk religiös anda. Deras åskådning var ett uttryck för medeltida radikal spiritualism. Deras ledare var klädesvävaren Nikolaus Storch tillsammans med hantverkskollegan Thomas Drechsel och Wittenbergstudenten Markus Thomæ. De nöjde sig inte med avskaffandet av den romersk-katolska kyrkans missbruk, utan ville ha en total omstörtning av det bestående kyrkoväsendet. Guds yttre ord i skriften förklarade de värdelöst. De åberopade sig i stället på det så kallade "inre ordet", det vill säga en omedelbar upplysning av den helige ande. Även barndopet förkastades såsom ett djävulens påfund. De föregav sig ha syner och uppenbarelser. 
De utvisades från Zwickau av stadens rådsförsamling och begav sig då sig till Wittenberg]. Där fann sig Storch inte väl tillrätta utan lämnade snart staden och spred socialrevolutionära idéer i Thüringen och andra städer. Thomæ däremot vann många anhängare bland lärare och studenter samt gjorde gemensam sak med Andreas Karlstadt. Han bidrog till att underblåsa den revolutionära storm, som framkallats i Wittenberg under Luthers frånvaro på Wartburg. Sedan Luther 1522 återkommit till Wittenberg och under en hel veckas tid predikat mot "svärmandarna", måste dock Zwickauprofeterna lämna även Wittenberg och hade därefter inget inflytande.